# 美味だれ焼き鳥
美味だれ焼き鳥（おいだれやきとり）は、長野県上田市発祥の焼き鳥料理。

## 特徴・歴史
すりおろしたニンニクが入った醤油ベースのたれに焼き鳥をつけたり、焼き鳥にたれをかけたりして食べるものである。昭和30年代に、上田市内の焼き鳥店で考案され、市内の家庭や店舗に広まった。さらに、たれにすりおろしたリンゴが加えられるなど、店舗ごとに個性的な味が生まれていった。
上田ではこのたれで食べることが定着し、特別な呼び名は存在しなかった。2011年2月、市民有志により実行委員会が発足。上田地方の方言で親しい仲間に使う愛称である「おいだれ」、「美味しいタレ」、好みにより後から追加できる「追いダレ」の3つの意味を持たせた『美味だれ』と命名された。2012年には、上田市を商標権者として、『美味だれ焼き鳥』『美味だれ』が商標登録された。この料理の原形は焼き鳥店のテーブルに置かれた、たれの入ったコップに焼き鳥を浸して食べる方法であり、この場合は衛生上、大阪の串カツなどと同様に二度漬けは厳禁である。
上田市内だけでなく近隣の千曲市・坂城町などでも同様のたれで焼き鳥を昔から食しており、にんにく醤油だれ自体は上田市だけのものではないが、近隣市町村で使用する際には特にきまった名称はなく、上記の商標の問題もあり上田市内でのみ「美味だれ」と呼称している。

## 派生メニュー
2011年11月より上田市内のラーメン店で、美味だれを使ったラーメンが提供されているほか、2012年4月には長野県内のサークルKで「美味だれ焼き鳥丼」が期間限定販売された。さらに、市内の飲食店を中心に美味だれを使ったかつ丼、オムライス、チキンバーガー、チキンクレープなども登場している。